# 沙漏棋

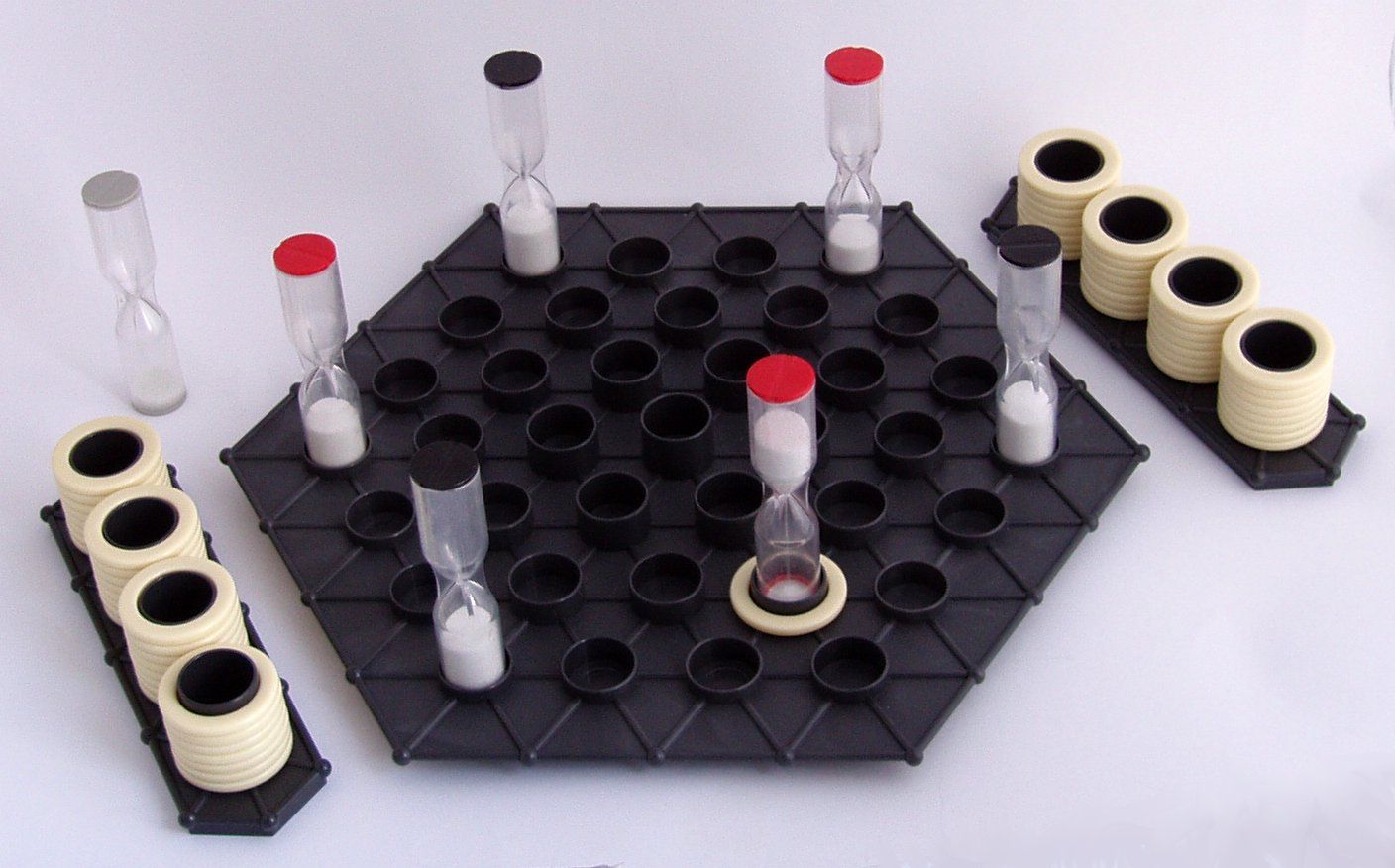
沙漏棋

沙漏棋（TAMSK）是比利時抽象策略遊戲設計師Kris Burm於1998年推出的棋。
此棋原先在星盤眾棋計畫中，於2007年被疊套棋取代。

## 棋具
- 六角形棋盤，每邊四棋點，共三十七個棋位。各棋位上有長度不同的套管，內部面積可容一個沙漏，外部高度可套一定數量的圓環。
  - 最外層的十八個棋位，可套一環。
  - 次外層的十二個棋位，可套二環。
  - 次內層的六個棋位，可套三環。
  - 中心點的一個棋位，可套四環。

- 以沙漏作棋子，雙方各有三枚棋子，以黑紅色區分敵我。

- 雙方各有三十二個黑色圓環，大小可穿過套管與沙漏。

## 規則

### 基本規則
- 初始布置雙方各有三子交錯放在六頂角上。圓環先置於雙方手中。

- 每回合玩家必須移動一己棋，至尚未套滿圓環的鄰近空棋位。然後可以將一圓環從手中置於該棋位，也可選擇不放。

- 無法移動己棋時，該玩家必須放棄回合。

- 雙方玩家無法行棋時，遊戲結束，手上保留最少圓環者勝。[1]

### 進階規則
- 以沙漏當作每回合的定時器，時間限定十五秒。其餘規則照基本玩法。

## 外部連結
- 遊戲介紹 （页面存档备份，存于）